# Gerada
Gerada – instytucja w prawie miejskim. Tworzyły ją przedmioty wniesione w wyprawie przez żonę i uzupełnione w czasie trwania małżeństwa przedmiotami osobistego użytku. Dziedziczyły ją córki i synowie, którzy wybrali stan duchowny – a w razie ich braku najbliższa krewna.
Wartość gerady, do której należały kosztowności i klejnoty, wielokrotnie przekraczała wartość hergewetu, co było przyczyną wielu sporów sądowych.